# Tordenc d'Iraq
El tordenc d'Iraq o garsa bruna iraquiana(Argya altirostris) és una espècie d'ocell de la família dels leiotríquids (Leiothrichidae), que habita a l'Iraq i al sud-oest de l'Iran.

## Morfologia
- Fa una llargària d'aproximadament 22 cm, amb una envergadura de 21 - 24 cm i un pes d'uns 33 g.
- Sense dimorfisme sexual. Plomatge marró amb gola clara. Cua llarga.
- Bec lleugerament corbat.

## Hàbitat i distribució
Praderies humides, terres de conreu, pobles. Vall inferior dels rius Tigris i Eufrates, al sud-est de l'Iraq i sud-oest de l'Iran.